# Otto Render
Otto Render (* 16. April 1926 in Siegelbach; † 11. April 1969) war ein deutscher Fußballspieler und -trainer, der als Aktiver des 1. FC Kaiserslautern im Jahre 1953 die deutsche Fußballmeisterschaft gewonnen und als Trainer des SV Alsenborn in der damals zweitklassigen Fußball-Regionalliga Südwest zweimal in den Jahren 1968 und 1969 die Meisterschaft errungen hat.

## Laufbahn

### Spieler – bis 1964
Bei den „Blauen“ vom Waldstadion am Erbsenberg, beim VfR Kaiserslautern, begann die Fußballkarriere von Otto Render in der Jugendabteilung und führte ihn 1949 mit seinen Mannschaftskollegen nach der Meisterschaft – Trainer beim VfR war 1948/49 Fritz Walter – in der Landesliga Südwest-Westpfalz, in die Fußball-Oberliga Südwest, Gruppe Nord. Im Debütjahr in der Oberliga, 1949/50, wurden die Derbys gegen die „Roten“ vom 1. FCK deutlich mit 1:9 und 0:3 Toren verloren. Im zweiten Jahr, 1950/51, blieben die Niederlagen mit 0:2 beziehungsweise 0:3 Toren im Rahmen. In beiden Jahren belegte der VfR jeweils den neunten Rang. Render, er spielte zumeist als Halblinks oder der linken Außenläuferposition, kam von 1949 bis 1951 für den VfR auf 55 Ligaspiele und erzielte dabei an der Seite seiner Mitspieler Ludwig Glaiber, Heinz Grzenia, Robert Jung und Herbert Schroer 21 Tore. Zur Runde 1951/52 bekam er von der Betzenbergelf ein Angebot und tauschte durch seinen Wechsel zum gerade erstmals Deutscher Meister gewordenen 1. FCK Trikot und Stadion.
In seiner ersten Runde bei der Walter-Elf gehörte er 1951/52 mit 28 Einsätzen der Stammelf an. In der Hinrunde gewann der 1. FCK im Lokalderby das Heimspiel mit 4:1 Toren gegen den VfR, verlor aber überraschend am 29. Spieltag, den 23. März 1952, auf dem Erbsenberg mit 2:4 Toren, gegen die von Ex-Nationalstürmer Ernst Willimowski angeführten „Blauen“. Render und Kollegen kamen hinter Meister 1. FC Saarbrücken und TuS Neuendorf lediglich auf den dritten Rang im Südwesten. Im zweiten Jahr von Render bei den „Roten Teufel“, 1952/53, wurden die Verfolger aus Neuendorf und Saarbrücken mit sieben Punkten Vorsprung auf Abstand gehalten und die Meisterschaft mit 51:9 Punkten errungen. Während der Oberligasaison lief es für Render nicht gut, in nur neun Einsätzen konnte er zum Titelgewinn aktiv beitragen. In den Endrundenspielen um die deutsche Meisterschaft 1953 gehörte er aber wieder der Stammbesetzung an die mit 11:1 Punkten in das Finale einziehen konnte. Mit Horst Eckel und Werner Liebrich bildete er im Endspiel am 21. Juni in Berlin vor 80.000 Zuschauern beim 4:1-Erfolg gegen den Titelverteidiger VfB Stuttgart die Läuferreihe der Lauterer.
In den beiden nächsten Spielzeiten – 1953/54 und 1954/55 – gehörte er auch in der Oberliga Südwest der Stammelf des Serienmeisters an, die im Weltmeisterjahr 1954 in den 15 Heimspielen auf die Punkteausbeute von 30:0 Zählern kam und mit 139 erzielten Toren das Rekordergebnis der eingleisigen Südwestoberliga erreichte. Der zuverlässige Mannschaftsspieler im Mittelfeld zog mit dem 1. FCK noch zweimal in das Finale um die deutsche Meisterschaft ein. Er verlor jeweils 1954 und 1955 mit Kaiserslautern die Endspiele gegen Hannover 96 und Rot-Weiss Essen und konnte somit den Meisterschaftsgewinn von 1953 nicht mehr wiederholen. Von 1953 bis 1957 absolvierte Render mit dem FCK 18 Endrundenspiele und erzielte ein Tor. Seinen letzten Oberligaeinsatz für Lautern absolvierte er am 14. April 1958 bei dem 6:2-Heimerfolg gegen den 1. FC Saarbrücken. Insgesamt werden für Render beim FCK von 1951 bis 1958 101 Oberligaeinsätze mit acht Toren geführt. Mit 32 Jahren unterschrieb er zur Runde 1958/59 einen neuen Vertrag bei den Sportfreunden Saarbrücken, die als Vizemeister der 2. Liga Südwest den Wiederaufstieg in die Oberliga geschafft hatten.
Bereits am vierten Spieltag, den 7. September 1958, gehörte er der Sportfreunde-Elf an, die mit einem 2:0-Heimerfolg dem 1. FCK eine Schlappe beibringen konnten. Am Rundenende belegte er mit dem Aufsteiger den sechsten Tabellenplatz und hatte in 23 Einsätzen vier Tore erzielt. Er blieb noch zwei weitere Jahre bei den Sportfreunden, spielte aber verletzungsbedingt keine entscheidende Rolle mehr und beendete mit dem Spiel am 5. Februar 1961 gegen Tura Ludwigshafen seine Laufbahn als Vertragsfußballer. Von 1958 bis 1961 hat er für Saarbrücken 35 Oberligaspiele bestritten und dabei vier Tore erzielt. Insgesamt wird Otto Render in der Statistik der Oberliga Südwest von 1949 bis 1961 mit 191 Spielen und 33 Toren notiert.

### SV Alsenborn – 1962 bis 1969

#### Spieler, Spielertrainer, Trainer
Der 36-jährige Otto Render schloss sich zur Runde 1962/63 dem pfälzischen A-Klassenverein SV Alsenborn, zwölf Kilometer von seiner Heimatstadt Kaiserslautern entfernt, als Spieler an. Dort war als Spielertrainer bei den Blau-Weißen sein ehemaliger FCK-Mannschaftskamerad Edgar Fischer tätig, Willi Hölz hütete das Tor, Lorenz Horr machte schon mit Spielmacherqualitäten und Torgefahr auf sich aufmerksam und der Ehrenspielführer der Fußballnationalmannschaft, Fritz Walter, stand dem kleinen aber ambitionierten Dorfverein beratend zur Seite. Während der Runde 1963/64 übernahm Render in der 2. Amateurliga Westpfalz von dem weiter als Spieler aktiven Edgar Fischer das Amt des Spielertrainers und feierte mit Mannschaft und Verein den Aufstieg in die 1. Amateurliga Südwest. Für Trainer, Mannschaft und Verantwortliche stellte aber auch die 1. Amateurliga nur eine Durchgangsstation dar, der SVA feierte 1965 vor den Konkurrenten aus Schifferstadt und Dahn die dritte Meisterschaft und in der Aufstiegsrunde gegen Bendorf und Ludweiler den Aufstieg in die Fußball-Regionalliga Südwest. Der 38-Jährige war jetzt ausschließlich als Trainer tätig gewesen und vertraute auf die Qualität der Neuzugänge Gerhard Ahrens, Lothar Christmann, Manfred Feldmüller, Fritz Fuchs, Roland Kirsch und Klaus Schmidt.
Das erste Regionalligaspiel fand für Trainer Render und seine Mannschaft vom SV Alsenborn am 14. August 1965 vor 2500 Zuschauern im Stadion an der Kinderlehre gegen den SV Völklingen mit „Weltmeister“ Horst Eckel statt. Mit einem überraschenden 5:0-Erfolg starteten Trainer und Mannschaft in die neue Liga. Am Ende der Saison belegte Alsenborn den neunten Rang. Auch der Start in die zweite Regionalligarunde glückte: Renders Mannschaft gelang mit den Neuzugängen Manfred Krei, Werner Mangold und Jürgen Schieck am 21. August 1966 ein 2:0-Starterfolg bei Wormatia Worms. Mit 32:28 Punkten belegte Alsenborn am Rundenende den achten Platz. Den dritten Rundenstart, 1967/68, setzte die Mannschaft von Otto Render – Ende 1967 holte er erfolgreich die Ausbildung zum A-Schein-Trainer nach und damit war die „inoffizielle“ Trainernennung von Fritz Walter gegenstandslos – am 13. August 1967 durch die überraschende 0:2-Heimniederlage gegen Saar 05 Saarbrücken in den Sand. Danach baute der SVA mit Trainer Render seine Heimbilanz auf 28:2 Punkte aus, setzte 23:7 Punkte in den Auswärtsspielen hinzu und holte sich überlegen mit 51:9 Punkten die Meisterschaft im Südwesten. Die Mannschaft von Render erzielte die meisten Tore und erhielt in 30 Spielen mit 21 Gegentoren auch die wenigsten Treffer. Beste Torschützen waren Jürgen Schieck mit 31 und Lorenz Horr mit 24 Treffern. Mit einer ernüchternden 0:3-Auswärtsniederlage am 18. Mai 1968 startete Alsenborn in Göttingen in die Aufstiegsrunde, nahm dem späteren Bundesligarückkehrer Hertha BSC drei Punkte in den zwei Spielen ab und belegte am Ende hinter Hertha und Rot-Weiss Essen mit 8:8 Punkten den dritten Rang. Der Titelgewinn im Südwesten und das Auftreten in der Aufstiegsrunde zeichneten die sportlich-gewissenhafte und menschlich-verbindliche Trainerarbeit von Otto Render aus.
Als mit dem 30. Spieltag am 11. Mai 1969 die Runde 1968/69 beendet war, hatte Alsenborn zwar punktgleich mit TuS Neuendorf den Titel verteidigt, aber zwei tragische Unglücksfälle im Laufe der Saison erlitten. Zuerst verunglückte am 27. Oktober 1968 Linksaußen Josef Sattmann bei einem Autounfall und trug einen Schädelbasisbruch davon und Mannschaftsbetreuer Obermüller verstarb noch an der Unfallstelle. Zwei Tage vor dem Heimspiel am 27. Spieltag gegen den FC Homburg, am 11. April 1969, kam Otto Render bei einem Verkehrsunfall auf der Lautertalbrücke der Bundesautobahn 6 ums Leben. Auf der Heimfahrt vom Training kam er auf regennasser Straße aus der Spur, durchbrach ein Brückengeländer und stürzte in die Tiefe. Die geschockte Mannschaft rettete trotz drei Punktverlusten in den letzten zwei Punktspielen gegen Trier und Neunkirchen die Titelverteidigung knapp über die Runden und zog erneut in die Aufstiegsrunde ein.
Beruflich war Otto Render in einem Konstruktionsbüro der Eisenwerke in Kaiserslautern beschäftigt gewesen, die die Lautertalbrücke 1956 errichtet hatte.